# Talgjefjorden
Talgjefjorden er en sidefjord til Boknafjorden mellem økommunerne Rennesøy og Finnøy i Rogaland fylke i Norge. Det meste af fjorden ligger mellem øerne Rennesøy i vest og Finnøy i øst. Fjorden har indløb ved Vignesholmene og strækker sig 13 kilometer mod sydøst til sundet mellem øerne Talgje, som fjorden er opkaldt efter, og Fogn. På den anden side af dette sundet ligger Hidlefjorden. Mellem Fogn og Finnøy går Finnøyfjorden mod nordøst på sydøstsiden af Finnøy. Mellem Talgje og Rennesøy går Hanasandsundet ned til Brimsefjorden, som ligger på sydsiden afTalgje.
Den 5.685 meter lange Finnøytunnellen går under Hanasandkanalen og Talgjefjorden og blev åbnet i oktober 2009. Det er en vejtunnel på fv. 519 i Rogaland som forbinder Finnøy og Rennesøy kommuner. En sidetunnel, Talgjetunnellen der udgår fra et underjordisk vejkryds, forbinder begge øerne med Talgje.